# Utricularia adpressa
Utricularia adpressa är en tätörtsväxtart som beskrevs av Philipp Salzmann, A. St. Hil. och Girard. Utricularia adpressa ingår i släktet bläddror, och familjen tätörtsväxter. Inga underarter finns listade i Catalogue of Life.